# Tierra por paz
Tierra por paz es la principal propuesta para resolver el conflicto árabe-israelí mediante el cual el Estado de Israel cedería el control de la totalidad o parte de los territorios que conquistó en 1967 a cambio de paz con el reconocimiento y por parte del mundo árabe.

## Antecedentes

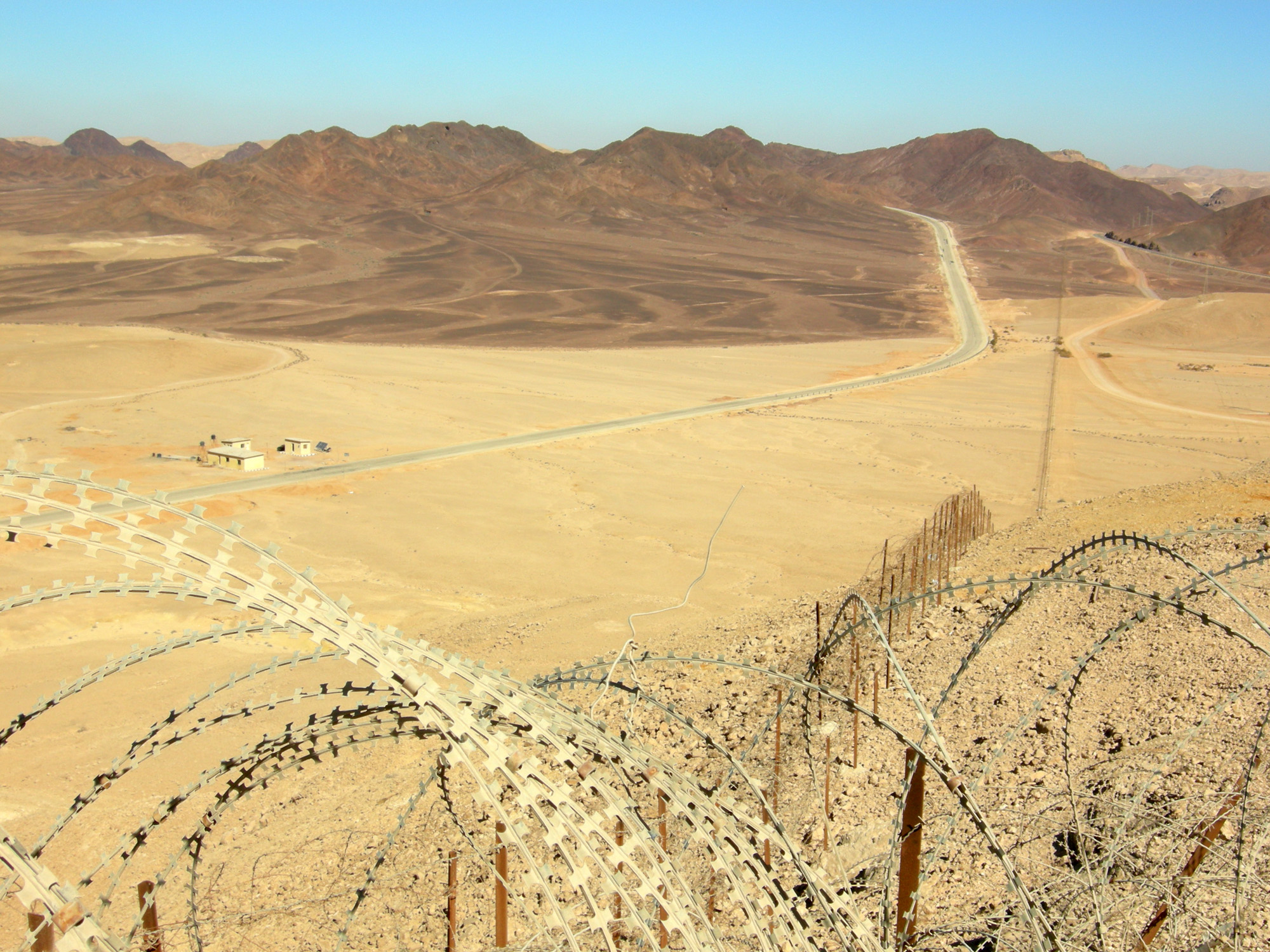

La propuesta apareció por primera vez en la Resolución 242 del Consejo de Seguridad de la ONU.
La fórmula Tierra por paz fue utilizada por primera vez como base del Tratado de paz entre Egipto e Israel en 1979, que consistió en el retiro israelí del Sinaí a cambio de asistencia económica a ambos lados por parte de los Estados Unidos y un tratado de paz con Egipto. La comunidad internacional apoya desde entonces el mismo principio para Cisjordania, la Franja de Gaza y los Altos del Golán.

## Críticas
El desalojo forzoso de sus colonos y fuerzas militares por parte de Israel en la totalidad del suelo territorio de la franja de Gaza ha sido presentada como una prueba de Tierra por paz con los palestinos. 
El estado de Israel sostiene los siguientes argumentos para intentar demostrar que la estrategia Tierra por paz con el pueblo palestino ha fracasado: 
- Profanación de lugares religiosos judíos inmediatamente después de esta retirada.
- Cohetes lanzados contra objetivos civiles israelíes continuaron casi inmediatamente después de la retirada israelí y han aumentado inclusive en el tiempo transcurrido desde la retirada.[2]
- Los ataques desde la Franja de Gaza continúan hasta el día de hoy.[3]
- Se están construyendo túneles bajo la frontera con Egipto para su uso en el tráfico de armas y combatientes.[4]
- Hamás es el principal organizador detrás de los túneles de contrabando, así como también otros grupos están involucrados.[5]